# Milionia bipuncta
Milionia bipuncta là một loài bướm đêm trong họ Geometridae.